# Monte Canale
Il monte Canale (1.052 m) è una montagna dell'alto Appennino riminese.

## Geografia fisica
Fa parte del complesso montuoso del monte Carpegna e del Sasso Simone. È situato ad ovest del primo e ad est del secondo. Dal monte hanno origine dei piccoli torrenti, affluenti di destra del fiume Marecchia.

## Geografia politica
È sito nel territorio del comune di Pennabilli (RN). È inoltre incluso nel settore riminese del Parco naturale regionale del Sasso Simone e Simoncello. La cima del monte è lambita da una strada che collega Pennabilli a Carpegna (PU), arrampicandosi sul suddetto massiccio.